# Listă de scriitori sloveni
Aceasta este o listă de scriitori sloveni.

## A
- Jože Abram (1875–1938)
- Vera Albreht (1895–1971)
- Bernard Ambrožič (1892–1973)
- Jože Ambrožič (1884–1923)
- Jernej Andrejka (1850–1926)
- Rudolf Andrejka (1880–1948)
- Andraž Arko (1977–)
- Vojko Arko (1920–2000)
- Ivan Artač (1921–2005)
- Imre Augustič (1837–1879)

## B
- Jožef Bagari (1840—1919)
- Miháo Bakoš (1742—1803)
- Števan Baler (1760—1835)
- Ivan Baloh (1873—1954)
- Irena Barber (1939—2006)
- Miháo Barla (1778—1824)
- Igor Bizjan (*1958)
- Vladimir Bartol (1903—1967)
- Jernej Basar (1683—1738)
- Ivan Baša (1875—1931)
- Jožef Baša Miroslav (1894—1916)
- Vinko Beličič (1913—1999)
- Lajos Bence (*1956)
- Louis Beniger (1894—1979)
- Aleš Berger (*1946)
- Franc Berke (1764—1840)
- Ivan Berke (1814—1908)
- France Bevk (1890—1970)
- Vinko Bitenc (1895—1956)
- Andrej Blatnik (*1963)
- France Blatnik (1899—1977)
- Franček Bohanec (1923—2010)
- Peter Bohinjec (1864—1919)
- Berta Bojetu (1946—1997)
- Matej Bor (Vladimir Pavšič) (1913—1993)
- Rado Bordon (1915—1992)
- Silvija Borovnik (*1960)
- Jožef Borovnjak (1826—1909)
- Bojan  Bizjak (*1959)
- Peter Božič (1932—2009)
- Julija Bračič (1913—1994)
- Ivan Bratko (1914—2001)
- Igor Bratož (*1960)
- Matej Brence (1856—1887)
- Kristina Brenk (1911—2009)
- Anton Breznik (1737—1793)
- Natalija Brumen (*1974)
- Andrej Brvar (*1945)
- Julij Bučar (1857—1919)
- Andrej Budal (1889—1972)
- Elza Budau (*1941)
- Ivan Bukovinski (1886—1957)
- Jožef Burger (1800—1870)
- Frank Bükvič (1923—1995)
- Peter Butkovič (1888—1953)

## C
- Stanko Cajnkar (1900–1977)
- Ivan Cankar (1876–1918)
- Izidor Cankar (1886–1958
- Andrej Capuder (1942–)
- Alojzij Carli (1846–1891)
- Fran Celestin (1843–1895)
- Ludvik Ceglar (1917–1989
- Angelo Cerkvenik (1894–1981)
- Janez Cigler (1792–1869)
- Juri Cipot (1793/94–1834)
- Rudolf Cipot (1825–1901)
- Valentin Cundrič (1938–)
- Matjaž Chvatal (1960-)

## Č
- Ivanka Čadež (1938-)
- Ivan Čampa (1914–1942)
- Jože Čampa (1893–1989)
- Janez Čandek (1581–1624)
- Dušan Čater (1968-)
- Aleš Čar (1971–)
- Albin Čebular (1900–1952)
- Darka Čeh (1949–)
- Anica Černej (1900–1944)
- Frank Česen (1890–1983)

## D
- Josip Daneš (1883–1954)
- Dane Debič (1927–)
- Peter Dajnko (1787–1873)
- Jurij Dalmatin (okoli 1547–1589)
- Aleš Debeljak (1961-)
- Janez Debevec (1758–1821)
- Jože Debevec (1867–1938)
- Milan Dekleva (1946–)
- Avgust Demšar
- Fran Detela (1850–1926)
- Lev Detela (1939–)
- Dušan Dim (1972–)
- Jaro Dolar (1911–1999)
- Ivan Dolenc (1927–2006)
- Mate Dolenc (1945–)
- Hinko Dolenec (1838–1908)
- Julia Doria
- Alojz Dravec (1866–1915)
- Ciril Drekonja (1896–1944)
- Drago Druškovič (psevdonim Rok Arih) (1920–2009)
- Jože Dular (1915–2000)

## E
- Fran Erjavec (1834–1887)

## F
- Franc Fabinc (1881–1923)
- Jože Felc (1958–2010)
- Janko Ferk (1958–)
- Emil Filipčič (1951–)
- France Filipič (1919–2009)
- Fran Saleški Finžgar (1871–1962)
- Bogo Flander, psevdonim Klusov Joža (1918–1944)
- Božidar Flegerič
- Evald Flisar (1945–)
- Janoš Flisar (1856–1947)
- France Forstnerič (1933–2007)
- Franjo Frančič (1958–)
- Ervin Fritz (1940–)
- Marinka Fritz Kunc (1942–)
- Jasna Furlan (1988–)

## G
- Nada Gaborovič (rojena Kropej) (1924–2006)
- Josip Gabrovšek (1867-1894)
- Andrej Gabršček (1864–1938)
- Vladimir Gajšek (1946–)
- Engelbert Gangl (1873–1950)
- Alojz Gašpar (1848–1919)
- Karel Gašpar
- Herman Germ (1931–)
- Fran Gestrin (1865–1893)
- Juri Gjurgovitš
- Polona Glavan (1974–)
- Goran Gluvić (1957–)
- Ferdo Godina (1912–1994)
- Matjaž Godina (1768–1835)
- Cvetko Golar (1879–1965)
- Alenka Goljevšček Kermauner (1933–)
- Berta Golob (1932–)
- Borut Golob (1972-)
- Tadej Golob (1967-)
- Rudolf Golouh (1887–1982)
- Fran Govekar (1871–1949)
- Karel Grabeljšek (1906–1985
- Branko Gradišnik (1951–)
- Janez Gradišnik (1917–2009)
- Niko Grafenauer (1940–)
- Drago Grah (1937–1980)
- Jože Grdina (1892–1974)
- Marija Grošelj (1881–1961)
- Slavko Grum (1901–1949)
- Anastasius Grün (1806–1876)
- Franc Gumilar (1880–1972)
- Ožbalt Gutsman (1725–1790)

## H
- Vladimir Habjan (1957-)
- Vlado Habjan (1919–2003)
- Matevž Hace (1910–1979)
- Maja Haderlap (1961–)
- Krista Hafner (1893–1969)
- Fabjan Hafner (1964–)
- Peter Handke (1942–)
- Milka Hartman (1902–1999)
- Herman Koroški (Herman de Carinthia) (okoli 1100–1160)
- Ivanka Hergold (1943–2013)
- Peter Hicinger (1812–1867)
- Andrej Hieng (1925–2000)
- Jožef Hirnök
- Katarina Munda–Hirnök
- Zoran Hočevar (1944–)
- Branko Hofman (1929–1991)
- Karel Holec (1969–)
- Andraš Horvat (18. stoletje–19. stoletje)
- Oskar Hudales (1905–1968)
- Jože Hudeček (1937–2011)
- Marko Hudnik (1931–)

## I
- Theodor Illek (1984–)
- Alojz Ihan (1961–)
- Anton Ingolič (1907–1992)
- Andrej Inkret (1943–)
- Franc Ivanoci (1857–1913)
- Andrej Ivanuša (1958–)

## J
- Fran Jaklič (1868–1937)
- Gitica Jakopin (1928–)
- Janez Jalen (1891–1966)
- Ivan Jan (1921–2007)
- Drago Jančar (1948–)
- Gustav Januš (1939–)
- Jurij Japelj (1744–1807)
- Miran Jarc (1900–1942)
- Mirko Javornik (1909–1986)
- Jože Javoršek (1920–1990) (pravo ime Jože Brejc)
- Dušan Jelinčič (1953–)
- Simon Jenko (1835–1869)
- Vida Jeraj (1875–1932)
- Luka Jeran (1818–1896)
- Zoran Jerin (1925–2005)
- Marjetka Jeršek
- Milan Jesih (1950–)
- Angela Gelč Jontez (1906–1973)
- Ivan Jontez (1902–1979)
- Dušan Jovanović (1939–)
- Branka Jurca (1914–1999)
- Ruda Jurčec (1905–1975)
- Josip Jurčič (1844–1881)
- Edelman Jurinčič(1952–)

## K
- Janko Kač (1891–1952)
- Mija Kalan (1927-)
- Mara Kalan (1934-)
- Uroš Kalčič (1951)
- Janez Kajzer (1938–)
- Marjeta Novak-Kajzer (1951–)
- Varja Kališnik
- Ignac Kamenik (1926–)
- Janoš Kardoš (1801–1873)
- Alma Maksimiljana Karlin (1889–1950)
- Jože Kastelic (1913–2003)
- Vladimir Kavčič (1932–2014)
- Irena Kazazić (1972–)
- Damjana Kenda Hussu
- Taras Kermauner (1930–2008)
- Janko Kersnik (1852–1897)
- Frank Kerže (1876–1961)
- Milan Kleč (1954–)
- Jožef Klekl (1874–1948)
- Jožef Klekl (1879–1936)
- Miha Klinar (1922–1983)
- Matjaž Kmecl (1934–)
- Zlata Kopač Medic
- Špela Kuclar (1972–)
- Marija Kmet (1891–1974)
- Andrew Kobal (1899–1988)
- Aleksij Kobal (1962–)
- Darinka Kobal(1946–)
- Edvard Kocbek (1904–1981)
- Fran Kocbek (1863–1930)
- Matjaž Kocbek (1946–)
- Stanko Kociper (1917–)
- Anton Kocjančič (1884–1962)
- Anton Koder (1851–1918)
- Tatjana Kokalj (1956–)
- Andrej Kokot (1936–)
- Marjan Kolar (1933–)
- Peter Kolar (1855–1908)
- Jana Kolarič (1954–)
- Franc Kolenc (1908–?)
- Karolina Kolmanič (1930–)
- Mihael Kološa
- Peter Kolšek (1951–)
- Ignac Koprivec (1907–1980)
- Gregor Koritnik (1886–1967)
- Anton Kosi (1864–1945)
- Ciril Kosmač (1910–1980)
- Josip Kostanjevec (1864–1934)
- Jožef Košič (1788–1867)
- Niko Košir (1919–)
- Miran Košuta (1960–)
- Miroslav Košuta (1936–)
- Polonca Kovač (1937–)
- Tita Kovač (1930–)
- Jani Kovačič (1953–)
- Števan Kovatš (1866–1945)
- Lojze Kovačič (1928–2004)
- Vladimir Kovačič (1953–)
- Kajetan Kovič (1931–)
- Ferdo Kozak (1894–1957)
- Juš Kozak (1982–1964)
- Primož Kozak (1929–1981)
- France Kozar (1904–1944)
- Lojze Kozar (1910–1999)
- Karel Krajcar (1936–)
- Vladimir Kralj (1901–1969)
- Željko Kozinc (1939–) (psevdonim Peter Malik)
- Lojz Kraigher (1877–)
- Nada Kraigher (1911–2000)
- Marijan Kramberger (1938–)
- Jože Kranjc (1904–1966)
- Miško Kranjec (1908–1983)
- Marko Kravos (1943–)
- Bratko Kreft (1905–1996)
- Janez Evangelist Krek (1865–1917)
- Sebastijan Krelj (1538–1567)
- Anton Krempl (1790–1844)
- Ivanka Kremžar (1878–1954)
- Marko Kremžar (1928–)
- Rudolf Kresal (1905–1975)
- Etbin Kristan (1867–1975)
- Jože Krivec (1916–1991)
- Lovro Kuhar (Prežihov Voranc) (1893–1950)
- Mirko Kuhel (1904–1958)
- Filip Kumbatovič Kalan (1910-1989)
- Mirko Kunčič (1899–1984)
- France Kunstelj (1914–1945)
- Tone Kuntner (1943–)
- Benedikt Kuripečič (ok. 1490–?)
- Floriš Kühar (1893–1943)
- Janoš Kühar (1901–1987)
- Števan Kühar z Bratonec (1882–1915)
- Števan Kühar z Gradišča (1887–1922)
- Števan Kühar z Markišavec (1890–1963)
- Mikloš Küzmič (1737–1804)
- Števan Küzmič (1723–1779)
- Zofka Kveder (1878–1926)

## L
- Ivan Lah (1881—1938)
- Feri Lainšček (*1959)
- Evgen Lampe (1874—1918)
- Frančišek Lampe (1859—1900)
- Janez Langerholz (1880—1948)
- Vida Lasič (1920—1997)
- Janko Lavrin (1887—1986)
- Josip Lavtižar (1851—1943)
- Mirko Lenaršič (1882—1966)
- Davorin Lenko (1984—)
- Fran Levstik (1831—1887)
- Vladimir Levstik (1886—1957)
- Anton Leskovec (1891—1930)
- Mirana Likar Bajželj (*1961)
- Anton Tomaž Linhart (1756—1795)
- Milan Lipovec (1912—1997)
- Florjan Lipuš (*1937)
- Manica Lobnik (1927—1974)
- Danilo Lokar (1892—1989)
- Jakob Lorber (1800—1864)
- Joža Lovrenčič (1890—1952)
- Evgen Lovšin (1895—1987)
- Adam Lutar (1887—1972)
- Gregor Lutar (1841—1925)
- Miháo Lutar (umrl po letu 1651)
- Mikloš Lutar
- Pavel Lutar
- Pavel Lužan (*1946)
- Števan Lülik (?—1847)
- Milan Petek Levokov (*1960)

## M
- Bogomir Magajna (1904–1963)
- France Magajna (1895–1971)
- Anton Mahnič (1850–1920)
- Matija Majar (1809–1892)
- Stanko Majcen (1888–1970)
- Gregor Majdič (1967–)
- Svetlana Makarovič (1939–)
- Vitan Mal (1946–)
- Franc Malavašič (1818–1863)
- Ivan Malavašič  (1927–)
- Mimi Malenšek (1919–)
- Matija Malešič (1891–1940)
- Miroslav Malovrh (1861–1922)
- Valentin Mandelc (1837–1872)
- Marjan Marinc (1921–1990)
- Katarina Marinčič (1968-)
- Marjan Marinšek (1941-2011)
- Fran Maselj - Podlimbarski (1852–1917)
- Ivan Matičič (1887–1979)
- Nada Matičič (1922–2004)
- Neža Maurer (1930–)
- Karel Mauser (1918–1977)
- Miha Mazzini (1961–)
- Andrej Medved (1947–)
- Pavel Medvešček (1933–)
- Danica Melihar Lovrečič (1911–2005)
- Janez Menart (1929–2004)
- Janez Mencinger (1838–1912)
- Ace Mermolja (1951–)
- Janko Messner (1921–2011)
- Ivanka Mestnik (1934–)
- Ksaver Meško (1874–1964)
- Dušan Mevlja (1920–2008)
- Mira Mihelič (1912–1985)
- Miloš Mikeln (1930–)
- Branko Miklavc (1922–2011)
- Fran Milčinski (1867–1932)
- Frane Milčinski - Ježek (1914–1988)
- Fortunant Mikuletič (1886–1965)
- Ivan Minatti (1924–)
- Frank Mlakar (1913–1967)
- Janko Mlakar (1874–1953)
- John Modic (1922–)
- Milena Mohorič (1905–1972)
- Mary Molek (1909–1982)
- Jože Moškrič (1902–1943)
- Marjana Moškrič (1958–)
- Vinko Möderndorfer (1958–)
- Ivan Mrak (1906–1986)
- Ludvik Mrzel (1904–1971
- Francek Mukič (1952–)
- Marija Kozar Mukič (1952–)

## N
- Marica Nadlišek-Bartol (1867–1940)
- Bogdan Novak (1944–)
- Boris A. Novak (1953–)
- Franc Novak s Tešanovec (1791–1836)
- Lojze Novak
- Marjeta Novak (1951–)
- Zvonko Novak (1882–1953)
- Lela B. Njatin (1963–)
- Anton Novačan (1887–1951)
- France Novšak (1916–1991)
- Tomo Novosel (1989–)

## O
- Vasja Ocvirk (1920–1985)
- Josip Ogrinec (1844–1879)
- Fani Okič (1924-)
- Marija Oprešnik (1951-)
- Iztok Osojnik (1951–)
- Franc Ošlai (1883–1932)
- Vinko Ošlak (1947–)
- Jelka Ovaska (1947–)
- Joško Oven (1890–1947)
- Irma Ožbalt (1926–)

## P
- Miha Frančišek Paglovec (1679–1759)
- Josip Pagliaruzzi (1859–1885)
- Boris Pahor (1913–)
- Jože Pahor (1888–1964)
- Pavlina Pajk (1854–1901)
- France Papež (1924–)
- Tone Partljič (1940–)
- Avgust Pavel (1886–1946)
- Irena Pavlič (1934–)
- Rudolf Pečjak (1891−1940)
- Vid Pečjak (1929–)
- Vanja Pegan (1967–)
- Franc Henrik Penn (1838–1918)
- Tone Perčič (1954–)
- Saša Pergar
- Franc Pernišek (1907–)
- Ela Peroci (1922–2001)
- Damjan Perme
- Mateja Perpar (1974–)
- Ivan Perša (1861–1935)
- Tone Peršak (1947–)
- Aleksander Peršolja
- Rajko Perušek (1854–1917)
- Luiza Pesjak (1828–1898)
- Žarko Petan (1929–2014)
- Jože Peternelj (1927-)
- Metod Pevec (1958–)
- France Pibernik (1928–)
- Zlatka Pirnat-Cognard (1912–)
- Zora Piščanc (1912–1989)
- Jan Plestenjak (pisatelj) (1899–1947)
- Stane Pleško (1923–)
- Josip Podmilšak (psevdonim Andrejčkov Jože) (1845–1874)
- Tone Polda (1917–1945)
- Denis Poniž (1948–)
- Rok Poles (1973–)
- Jure Potokar
- Ivan Potrč (1931–1993)
- Aleksij Pregarc (1936–)
- Ivan Pregelj (1883–1960)
- Sebastijan Pregelj (1970–)
- Slavko Pregl (1945–)
- Ljuba Prenner (1906–1977)
- Bert Pribac (1933–)
- Marjan Pungartnik (1948–)
- Ivan Pucelj (1977–1945)
- Milan Pugelj (1883–1929)
- Helena Puhar (1929–1968)
- Frane Puntar (1936–)
- Jožef Pustai (1864–1934)
- Ludvik Puš (1896–1989)

## R
- Judita Rajnar
- Vendel Ratkovič (1834–1907)
- Davorin Ravljen (1898–1965)
- Matevž Ravnikar (1776–1845)
- Vili Ravnjak
- Nežka Raztresen
- Radivoj Rehar (1894–1969)
- Alojz Rebula (1924–)
- Maksimilijan Redeskini (1740–1814)
- Izidor Rejc (1936–)
- Alojzij Remec (1886–1952)
- Miha Remec (1928–)
- Ivan Ribič (1920–1982)
- Josip Ribičič (1886–1969)
- Ivan Rob
- Anton-Zvonko Robar
- Jože Rode (1936–)
- Janko Rogelj (1895–1974)
- Pavla Rovan
- Andrej Rot (1953–)
- Gregor Rozman (1974–)
- Smiljan Rozman (1927–2007)
- Marjan Rožanc (1930–1990 )
- Branko Rudolf (1904–1987)
- Franček Rudolf (1944–)
- Aldo Rupel (1941–)
- Dimitrij Rupel (1946–)
- Miran Rustja (1957–)

## S
- Jakob Sabar (1802/03–1863)
- Jožef Sakovič (1874–1930)
- Anej Sam (1947–)
- Smiljan Samec (1912–1995)
- Bojan Schwentner (1957–)
- Tone Seliškar (1900–1969)
- Števan Selmar (1820–1877)
- Miháo Sever Vaneča (1699–1750)
- Sonja Sever (1900–1995)
- Števan Sijarto (1765–1833)
- Zorko Simčič (1921–)
- Barbara Simoniti (1963–)
- Sandi Sitar (1937–)
- Ivan Sivec (1949-)
- Adam Skalar (?–1658)
- Jakob Sket (1852–1912)
- Andrej Skubic (1967–)
- Miroslav Slana (1949–)
- Julij Slapšak (1874–1951)
- Janoš Slepec (1872–1936)
- Franc Valentin Slemenik (1843–1871)
- Jožef Smej (1922–)
- Števan Smodiš (1758–1799)
- Dominik Smole (1929–1992)
- Breda Smolnikar (1941 - )
- Jože Snoj (1934–)
- Ladislav Sobotin (18. stoletje)
- France Sodja (1914–)
- Jasna Branka Staman (1961–)
- Karl Starc (1920–1944)
- Josip Stare (1842–1907)
- Anton Stražar (1895–1959)
- Janez Strehovec (1950–)
- Josip Stritar (1836–1923)
- Gregor Strniša (1930–1987)
- Gustav Strniša (1887–1970)
- Ahacij Stržinar (1676–1741)
- Jana Stržinar (1963–)
- Leopold Suhodolčan (1928–1980)
- Luka Svetec (1826–1921)
- Mihael Svetec
- Ivo Svetina (1948–)
- Tone Svetina (1925–1998)

## Š
- Tomaž Šalamun (1941–)
- Ivan Šašelj (1859–1944)
- Fran Šbül (1825–1864)
- Milan Šega (1915–1998)
- Rudi Šeligo (1935–2004)
- Igor Šentjurc (1927–1996)
- Tone Šifrer (1911–1942)
- Gustav Šilih (1893–1961)
- Damijan Šinigoj
- Avgust Šinkovec - Črtomir (1914–1983)
- Karel Širok (1889–1942)
- Igor Škamperle (1962–)
- Tone Škarja (1937–)
- Matija Škerbec (1886–1963)
- Stanislav Škrabec (1844–1918)

- Polona Škrinjar
- Jože Šmit (1922–2004)
- Makso Šnuderl (1895–1979)
- Ivo Šorli (1877–1958)
- Branko Šömen (1936–)
- Jakob Špicar (1884–1970)
- Katja Špur (1908–1991)
- Anton Števanec (1861–1921)
- Bina Štampe Žmavc (1951–)
- Jaka Štoka (1867–1922)
- Jože Štucin (1955–)
- Klavdija Šumrada
- Andrej Šuster (1768–1825)
- Aleksa Šušulić
- Marko Švabič (1949–1993)
- Janez Švajncer (1920–2007)
- Janez J. Švajncer (1948–)
- Jurij Švajncer (1988–)
- Brina Švigelj-Mérat (1954–)

## T
- Franc Talanji (1883–1959)
- Anton Tanc (1887–1947)
- Veno Taufer (1933–)
- Ivan Tavčar (1851–1923)
- Josip Tavčar (1920–1989)
- Zora Tavčar (1923–)
- Franc Temlin (17. stoletje–?)
- Anton Terbovec (1882–1962)
- Aleksander Terplan (1816—1858)
- Jože Tomažič (1906–1970)
- Marjan Tomšič (1939—)
- Igor Torkar (Boris Fakin) (1913–2004)
- Janez Trdina (1830–1905)
- Vinko Trinkaus (1927–)
- Davorin Trstenjak (1817–1890)
- Primož Trubar (1508–1586)
- Jurij Matej Trunk (1870–1973)
- Ivan Tul (1877–1959)
- Janž Tulščak (?–1594)
- Lavoslava Turk (1895–1979)
- Metod Turnšek (1909–1979)
- Josipina Turnograjska (1833–1854)
- Ivan Tušek (1835–1877)

## U
- Jože Udovič (1912–1986)
- Jože Urbanija (1886–1955)

## V
- Bazilij Valentin (1924–1997)
- Josip Vandot (1884–1944)
- Ilka Vašte (1891–1967)
- Narte Velikonja (1891–1945)
- Sergej Verč
- Janez Vidmajer
- Janja Vidmar (1962–)
- Josip Vidmar (1895–1992)
- Milan Vidmar (1885–1962)
- Maja Vidmar
- Jernej Vilfan
- Milan Vincetič
- Jani Virk (1962–)
- Urban Vovk (1971–)
- Tomaž Vrabič (1954–)
- Saša Vrandečič (1975–)
- Božo Vodušek (1905–1978)
- Goran Vojnović (1980–)
- Mitja Vošnjak (1923–2003)
- Zlata Vokač (1926–1995)
- Jože Volarič (1932–)
- Zlata Volarič (1930–2008)
- Lucijan Vuga
- Saša Vuga (1930–)
- France Vurnik (1934–)

## W
- Venceslav Winkler (1907–1975)
- Borivoj Wudler (1932–1981)

## Z
- Mihael Zagajšek (1739—1827)
- Cvetko Zagorski (1916—2006)
- Dane Zajc (1929—2005)
- Lenart Zajc (*1967)
- Zlatko Zajc
- Kazimir Zakrajšek (1878—1958)
- Fran Zbašnik (1855—1935)
- Anica Zidar (*1936)
- Pavle Zidar (Zdravko Slamnik) (1932—1992)
- Ciril Zlobec (*1925)
- Jaša Zlobec (1951—2011)
- Ivan Zorec (1880—1952)
- Ivo Zorman (1926—2009)
- Božo Zuanella (*1941)
- Dim Zupan (*1946)
- John Zupan (1875—1950)
- Vitomil Zupan (1914—1987)
- Tomo Zupan (1839—1937)
- Lojze Zupanc (1906—1973)
- Beno Zupančič (1925—1980)
- Jacob Zupančič (1895—1980)
- Katka Zupančič (1889—1967)
- Mirko Zupančič (*1925)

## Ž
- Lojze Jože Žabkar (1910–1983)
- Vlado Žabot (1958–)
- Janez Žagar (1903–1972)
- Zdenka Žebre (1920–)
- Matija Žegar (prva pol. 18. stoletja–?)
- Števan Žemlič (1840–1891)
- Jožef Žemlja (1805–1843)
- Irena Žerjal (1940–)
- Branimir Žganjer (1919–1999)
- Darko Žlebnik (1951–)
- Damijana Žišt
- Benjamin Žnidaršič (1959–)
- Fran Žnideršič
- Oton Župančič (1878–1949)
- Bina Štampe-Žmavc (1951–)
- Vilmoš Županek (1897–1978)
- Branko Žužek (1921–2001)